# Minutes to Midnight (Linkin Park-album)
 Der er for få eller ingen kildehenvisninger i denne artikel, hvilket er et problem. Du kan hjælpe ved at angive troværdige kilder til de påstande, som fremføres i artiklen.

 For alternative betydninger, se Minutes to Midnight. (Se også artikler, som begynder med Minutes to Midnight)
Minutes to Midnight er et album af Linkin Park, der udkom den 15. maj i USA og den 14. maj i resten af verden. Albummet debuterede på nummer et i USA og i 15 andre lande.
Der er udgivet tre singler og musikvideoer begge til sangene: "What I've Done", "Bleed It Out" og "Shadow Of The Day". Videoen til "What I've Done" er meget politisk i forhold til andre Linkin park musikvideoer. Den næste single/musikvideo kommer engang i slutningen af 2007 og er en af Linkin Parks mere bløde sange:'. 
Minutes to Midnight er et meget stille album i forhold til Hybrid Theory og andre albums fra Linkin Park.

## Spor
Alle sangene er skrevet af Linkin Park.
1. .	"Wake"  	                   1:40
2. .	"Given Up"  	                   3:09
3. .	"Leave Out All the Rest"  	   3:29
4. .	"Bleed It Out"  	           2:44
5. .	"Shadow of the Day"  	           4:49
6. .	"What I've Done"  	           3:25
7. .	"Hands Held High"  	           3:53
8. .	"No More Sorrow"  	           3:41
9. .	"Valentine's Day"              	   3:16
10. .	"In Between"  	                   3:16
11. .	"In Pieces"  	                   3:38
12. .	"The Little Things Give You Away"  6:23

iTunes Bonus tracks:
1. No Roads Left
2. What I've Done (Distorted Remix)
3. Given Up (Third Encore Session)